# Couvent des Cordeliers de Vendôme
Pour les articles homonymes, voir Couvent des Cordeliers.
Le couvent des Cordeliers est un ancien couvent situé dans la ville de Vendôme dans le Loir-et-Cher. Ses bâtiments abritent aujourd'hui une maison de retraite depuis 1971.

## Historique

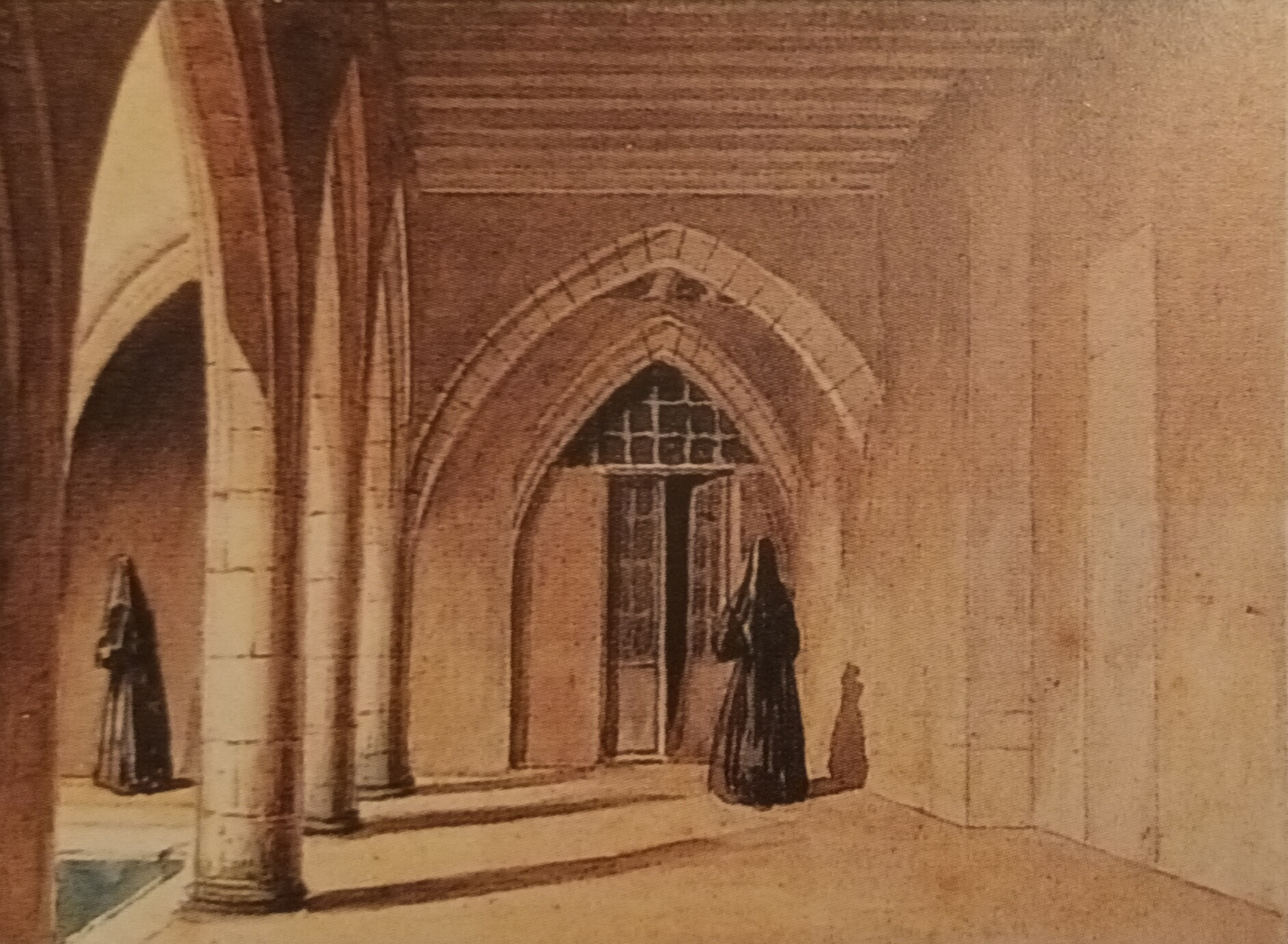
Cloître du couvent par Gervais Launay en 1850

### Les origines
L'espace dans lequel fut installé le couvent appartenait au XIe siècle à Salomon, seigneur de Lavardin, terre qu'il donna au prieuré Saint-Martin de Lavardin.
La tradition veut qu'un ordre templier ait été fondé à cet emplacement vers 1140 par la comtesse de Vendôme, Mathilde de Châteaudun.

### Le couvent des Cordeliers
Les Cordeliers, venus du Mans, s'installèrent à leur emplacement en 1223, les templiers se retirant dans leur fief du Temple au sud de la ville. Cet établissement fut l'un des premiers que l'ordre posséda en France. Ils édifièrent leur église assez rapidement après leur arrivée, celle-ci fut dédiée à Saint-Jean-Baptiste.
Ce couvent de Cordeliers fut l'un des plus importants de l'ordre en France. Onze chapitres provinciaux s'y tinrent en 1274, 1345, 1371, 1417, 1435, 1473, 1511, 1541, 1650, 1725 et 1747. Celui de 1511 aurait compté environ 350 religieux.
L'église fut restaurée au XVe siècle par l'ajout d'une chapelle.
Le couvent des Cordeliers eut une forte influence sur la population vendômoise, il fut notamment moteur pour la résistance de la ville face aux troupes d'Henri IV, protestant, et pourtant duc légitime de Vendôme. Face à cette résistance, la ville fut prise et le couvent fut saccagé ; le père Chessé, gardien des Cordeliers, fut pendu et son crâne installé sur une porte de l'église Saint-Martin. Les Cordeliers restèrent ainsi éparpillés durant une dizaine d'années. Le couvent ne retrouva jamais son influence passée. Le pape Clément XIV offrit aux Cordeliers vendômois un portrait de sa personne (celui-ci fut brûlé à la Révolution). Le couvent fut en partie reconstruit en 1743. Mais le nombre de religieux diminuant inexorablement passant de cinq en 1770 à deux en 1784, il fut décidé de les réunir à ceux de Blois en 1789. 
À la Révolution, l'établissement fut acheté par le Collège de Vendôme qui y installa une maison de rééducation de jeune filles. Les bâtiments furent ensuite vendus aux Calvairiennes, devenant ainsi le couvent du Calvaire.
Depuis 1971, une maison de retraite est installée dans les murs de cet ancien couvent.